# Веррей
Веррей (фр. Verrayes) — муніципалітет в Італії, у регіоні Валле-д'Аоста.
Веррей розташований на відстані близько 590 км на північний захід від Рима, 17 км на схід від Аости.
Населення — 1324 особи (2014).

## Демографія
Населення за роками:

Станом на 1 січня 2023 року в муніципалітеті офіційно проживало 59 іноземців з 17 країн, серед них 35 громадян країн Євросоюзу.

## Сусідні муніципалітети
- Шамбав
- Феніс
- Нюс
- Сен-Дені
- Торньйон